# 加藤浩次&中居正広の歴代日本代表256人が選ぶ『この日本代表がスゴい!』ベスト20
『加藤浩次&中居正広の歴代日本代表〇〇〇人が選ぶ『この日本代表がスゴい!』ベスト20』（かとうこうじ&なかいまさひろのれきだいにほんだいひょう〇〇〇にんがえらぶ『このにほんだいひょうがスゴい!』ベスト20）は、日本テレビ系列で年1回放送されていたスポーツバラエティ特別番組である。加藤浩次と中居正広の冠番組。

## 出演者
MC
- 加藤浩次
- 中居正広

進行
- 岩田絵里奈（日本テレビアナウンサー）

## スタッフ
- 企画・演出：生山太智
- 構成：林田晋一、デーブ八坂、川嶋結衣
- TM：保刈寛之（第2回）
- SW：渡邉滋雄（第2回）
- CAM：伊藤孝浩
- MIX：寺田恭子（第2回）
- VE：佐久間治雄（第2回）
- 照明：市川朋樹（第2回）
- モニター：杉山知浩
- 音効：小田切暁
- TK：山際慎子（第2回）
- 編集：田代陸、小嶋双葉（小嶋→第2回）
- MA：藤井光洋
- 美術：高津光一郎
- デザイン：佐藤香穂里
- 装置：荻瑞樹（第2回）
- 装飾：赤城之恵（第2回）
- 電飾：池田大介（第2回）
- メイク：奥松かつら（第2回）
- CG：榛葉大介
- リサーチ：中原祐
- デスク：髙橋穂乃夏（第2回）
- 宣伝：三瓶篤樹（第2回）
- SNS：AMY inc.（第2回）
- 技術協力：NiTRO、ヌーベルアージュ（ヌーベル→第2回）
- 美術協力：日テレアート
- 写真協力：アフロ、日刊スポーツ、毎日新聞社、AP、AFP、ロイター、新華社、イメージマート（新華社・イメージ→第2回）
- 協力：テレバイダー、国際サッカー連盟、「SIGNAL」浜崎あゆみ(avex trax)、川崎競輪パーク、伊藤超短波株式会社、浅草ビューホテル、株式会社総商、リーガロイヤルホテル東京、デイリースポーツ、サンケイスポーツ、スポーツ報知（テレバ・FIFA・サンケイ・報知→第1回-、その他→第2回）
- 監修：安島隆
- ディレクター：川口順也、海徳俊治、佐藤智之、長谷川たかし、水野将仁、舩津翔、長田雄磨、湯浅祐市、池永峻、唐ウェンティン、江尻公華/河原木萌、田代夏海、新貝李奈、黒木麻裕美、中山岳人、土岐耕世、橋本椰々子、石井柊（川口・長谷川・水野・舩津・唐・田代・新貝・黒木・中山・土岐・石井→第2回）
- 演出：東海林明、築地敦史（築地→第2回）
- プロデューサー：西川宏一、吉田雛子、野中敬義、城野麻衣子、村田聡子、森脇喜大、塚本和也、儀万由佳、齋藤敬太、友枝あす香、松田咲菜、勝又灯梨（吉田・野中・村田・塚本・儀万・松田・勝又→第2回、勝又→第1回はディレクター）
- チーフプロデューサー：脇山浩一（第2回）
- 制作協力：THE WORKS、passion（passion→第2回）
- 製作著作：日本テレビ

### 過去のスタッフ
- TM：村上正（第1回）
- SW：米田博之（第1回）
- MIX：中村宏美（第1回）
- VE：北岡大輔（第1回）
- 照明：名取孝昌（第1回）
- TK：矢島由紀子（第1回）
- デザイン：熊﨑真知子（第1回）
- デスク：髙浦阿弓、西條春奈（共に第1回）
- 協力：千葉県佐倉市、飛騨御嶽高原ナショナル高地トレーニングエリア推進協議会、スポーツニッポン（共に第1回）
- ディレクター：前川コーファン、大倉康平、清野翔太郎/川島朋子、橋本万里華、山田樹里（共に第1回）
- プロデューサー：半田悠、亀﨑未沙、寺嶋重人、小黒みやこ、岡本佳子（共に第1回）
- チーフプロデューサー：伊東修（第1回）